# Poritschtschja (Wosnessensk)
Poritschtschja (ukrainisch Поріччя; russisch Поречье Poretschje, bis 1944 deutsch Rastadt/Rastatt) ist ein Dorf im Westen der ukrainischen Oblast Mykolajiw mit etwa 750 Einwohnern (2001).
Poritschtschja liegt am Ufer des Flusses Tschytschyklija (Чичиклія), einem 156 km langen, rechten Nebenfluss des Südlichen Bugs.

## Geschichte
Das Dorf wurde 1809 zusammen mit den Ortschaften Worms, Sulz, Karlsruhe und München als Siedlung deutscher Auswanderer im Koloniebezirk Beresan gegründet. Seine Bevölkerungsgröße betrug zum Zeitpunkt der vollständigen Evakuierung durch die deutsche Besatzungsmacht gegen März 1944, etwa 2300 Einwohner – insgesamt 529 Familien verteilt auf 389 Höfe. Nicht mitgezählt sind hier die zu diesem Zeitpunkt bereits von der Einsatzgruppe D ermordeten jüdischen Einwohner von Rastadt. Im Zeitraum August/September 1941 wurden 44 jüdische Mitbürger von der SS in Rastadt ermordet. Neben der jüdischen- gab es im Dorf bereits während der deutschen Besiedlung auch eine ukrainische Minderheit. Die Dorfschule beinhaltete die Klassen 1 bis 8. Es wurde vor dem Zweiten Weltkrieg auf Deutsch unterrichtet. Als einzige Fremdsprache wurde ukrainisch angeboten. Gegen Mitte der 1930er Jahre wurden die deutschen Schulklassen 9. und 10. in einer Schule in Landau eingerichtet. Auch einige Rastädter Schüler nahmen fortan die Möglichkeit wahr, in diesen höheren Klassen auf Deutsch unterrichtet zu werden. Jedoch wurde das Angebot mit der sich zusehends verstärkenden staatlichen Repression gegen die deutsche Bevölkerung in der Sowjetunion unter Stalin, nach dem Abschluss des ersten Jahrgangs 1937 aufgehoben und die Klassen 9. und 10. auf Deutsch eingestellt.
Aufgrund seiner Lage am Flusslauf war Rastadt sowohl im Russischen Bürgerkrieg, als auch im Zweiten Weltkrieg zeitweise umkämpft. Während des Bürgerkriegs kam es zu einem Massaker an männlichen Rastädtern durch die Rote Armee im Rahmen einer Vergeltungsaktion gegen örtliche Rebelleneinheiten. Bei der Besetzung der Ortschaft im Sommer 1941 durch die Wehrmacht, wurden zwei Soldaten durch eine Mine getötet.

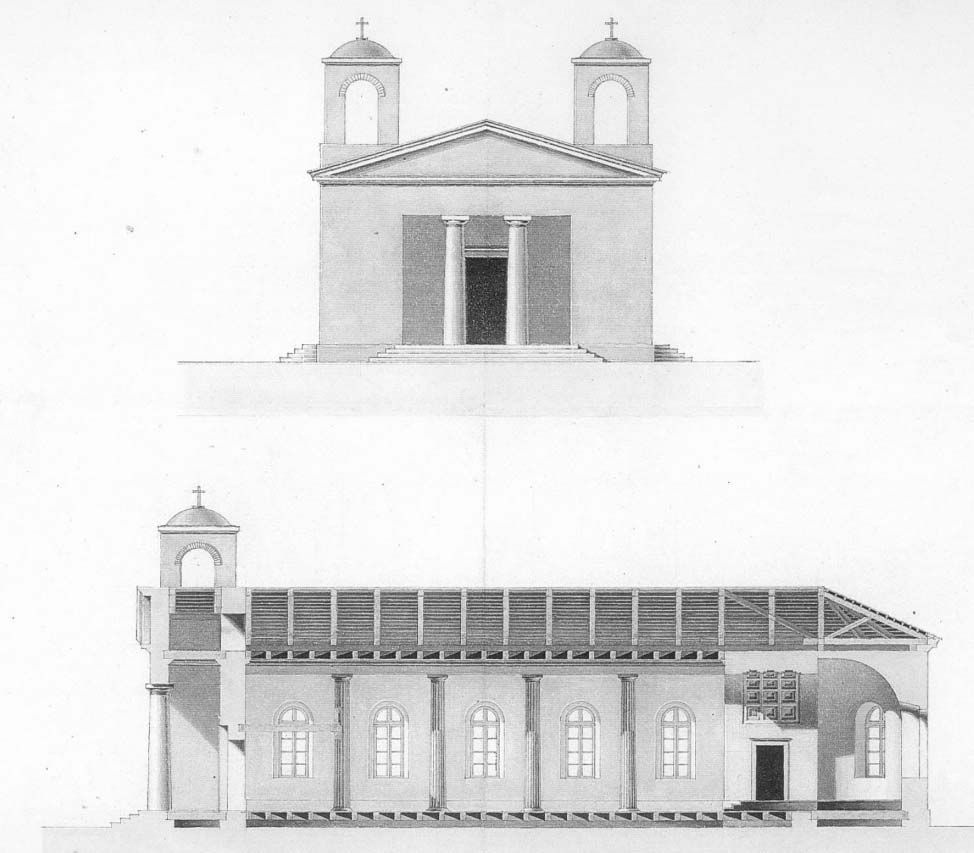
Katholische Kirche in Rastadt
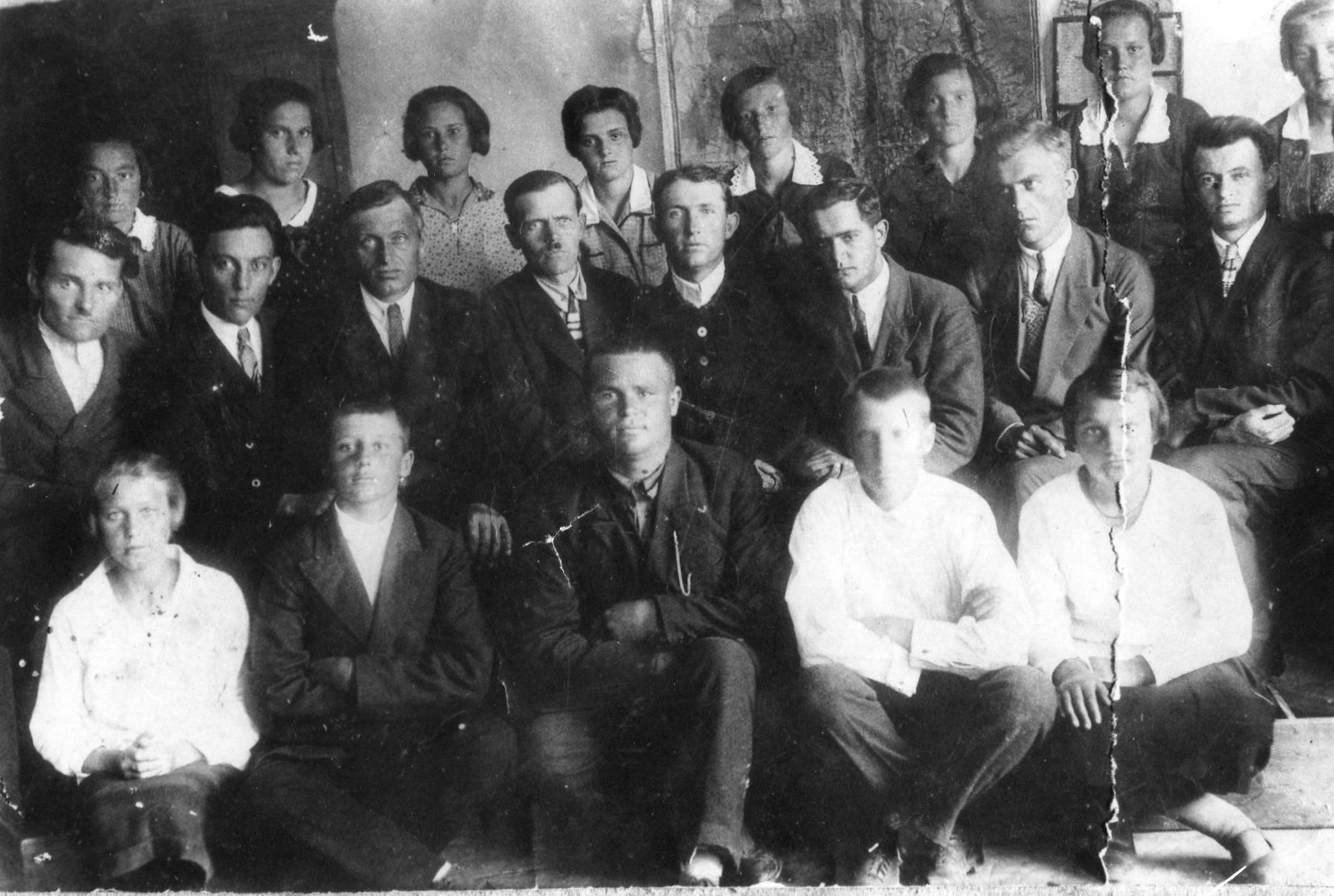
Schüler und Lehrer der deutschen Mittelschule in Rastadt 1934
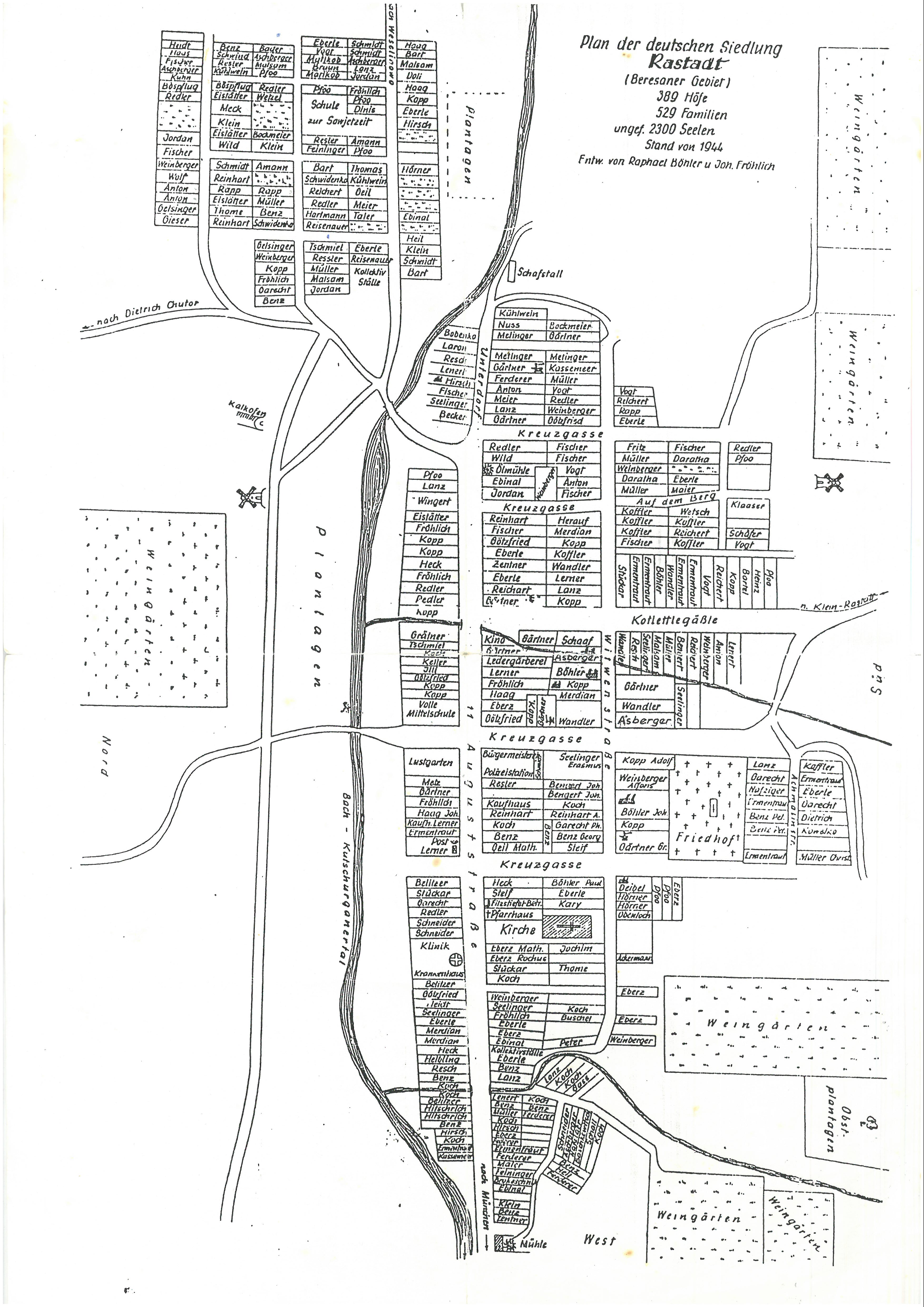
Rastadt Grundriss von 1944

Am 8. September 2016 wurde das Dorf ein Teil der neugegründeten Siedlungsgemeinde Wesselynowe, bis dahin bildete es zusammen mit dem Dorf Hradiwka (Градівка) die gleichnamige Landratsgemeinde Poritschtschja (Порічанська сільська рада/Poritschanska silska rada) im Norden des Rajons Wesselynowe.
Am 17. Juli 2020 kam es im Zuge einer großen Rajonsreform zum Anschluss des Rajonsgebietes an den Rajon Wosnessensk.

## Persönlichkeiten
- Leonhard Eberle (1870–1931), römisch-katholischer Geistlicher und Märtyrer
- Ziriak Reichert (1888–1938), russlanddeutscher römisch-katholischer Geistlicher und Märtyrer